# Miconia puberula
Miconia puberula är en tvåhjärtbladig växtart som beskrevs av Célestin Alfred Cogniaux. Miconia puberula ingår i släktet Miconia och familjen Melastomataceae. Inga underarter finns listade i Catalogue of Life.